# Johan Vos
Johan Hendrik Vos (Amsterdam, 16 februari 1895  - aldaar, 17 mei 1961) was een Nederlandse dammer. Hij behoorde in de jaren twintig en dertig tot de sterkste dammers van Nederland. Hij werd zesmaal Nederlands kampioen dammen en nam meerdere keren deel aan de strijd om de wereldtitel. Voor zijn prestaties kreeg hij in 1920 van de KNDB de titel meester en in 1948 de titel grootmeester toebedeeld. 

## Biografie
Hij begon in 1918 met dammen bij VAD en stapte in 1919 naar het meer actieve Gezellig Samenzijn. Het jaar erop maakte hij zijn debuut op het Nederlands kampioenschap dammen en werd gelijk tweede. Vos nam in totaal vijfentwintig maal deel aan het NK en werd hierbij zesmaal Nederlands kampioen. Vijfmaal won hij deze titel op basis van punten en eenmaal via een herkamp tegen Arnold Damme. In 1939 verloor hij de herkamp tegen Reinier Cornelis Keller met vier punten om twee punten en moest hij genoegen nemen met het zilver.
Op het wereldkampioenschap dammen 1925 in Parijs behaalde hij een vierde plaats en was hiermee tweede Nederlander achter Reinier Cornelis Keller, die in dit toernooi derde werd. Op het wereldkampioenschap dammen 1928 in Amsterdam behaalde hij een negende plaats. Dit kampioenschap werd gewonnen door zijn landgenoot Ben Springer. In 1936 speelde hij een match van 20 partijen tegen de Fransman Maurice Raichenbach om de wereldtitel. Deze verloor hij met 25 tegen 15 punten. 
Hij overleed in 1961 op 66-jarige leeftijd na een langdurige ziekte. Als reactie hierop schreef Reinier Cornelis Keller in Het Damspel het volgende: "Het spel van Vos was als de mens: ongecompliceerd en helder, prettig aandoend, met grote diepgang. Met bescheiden middelen wist hij veel te bereiken. Zijn partijen waren vaak een lust voor het oog. Veel fraaie staaltjes damkunst zijn van hem bewaard gebleven. Maar wat mij altijd het meest in Vos heeft getroffen, was dat hij speelde om het plezier van het spelen. Het was hem om het even of hij in een kampioenstoernooi achter het bord zat of in een vrije partij."

## Nederlands kampioenschap
Vos deed 25 keer mee aan het Nederlands kampioenschap. Hij behaalde zesmaal, in 1922, 1923, 1925, 1930, 1932 en 1935, de eerste plaats. De volledige resultaten van Vostijdens het Nederlands kampioenschap:
- NK 1920 - tweede plaats met 12 punten uit 9 wedstrijden.
- NK 1921 - gedeeld tweede met 8 punten uit 7 wedstrijden.
- NK 1922 - eerste plaats met 9 punten uit 6 wedstrijden.
- NK 1923 - eerste plaats met 11 punten uit 8 wedstrijden.
- NK 1924 - gedeeld tweede met 14 punten uit 11 wedstrijden.
- NK 1925 - gedeeld eerste plaats met 16 punten uit 12 wedstrijden. Na tweekamp tegen Arnold Damme veroverde Vos de titel.
- NK 1927 - gedeeld tweede met 12 punten uit 10 wedstrijden.
- NK 1929 - gedeeld tweede met 14 punten uit 11 wedstrijden.
- NK 1930 - eerste plaats met 17 punten uit 10 wedstrijden.
- NK 1931 - gedeeld vijfde met 9 punten uit 9 wedstrijden.
- NK 1932 - eerste plaats met 11 punten uit 7 wedstrijden.
- NK 1933 - gedeeld derde met 10 punten uit 9 wedstrijden.
- NK 1934 - gedeeld zevende met 8 punten uit 9 wedstrijden.
- NK 1935 - eerste plaats met 13 punten uit 9 wedstrijden.
- NK 1936 - derde plaats met 13 punten uit 11 wedstrijden.
- NK 1937 - tweede plaats met 14 punten uit 11 wedstrijden.
- NK 1938 - derde plaats met 13 punten uit 11 wedstrijden.
- NK 1939 - gedeeld eerste plaats met R.C. Keller met 15 punten uit 11 wedstrijden. De eerste herkamp eindigde onbeslist. In de tweede herkamp verloor Vos met 4-2 en werd daarmee tweede.
- NK 1940 - gedeeld tiende met 8 punten uit 11 wedstrijden.
- NK 1942 - tweede plaats met 12 punten uit 9 wedstrijden.
- NK 1943 - zesde plaats met 9 punten uit 10 wedstrijden.
- NK 1944 - gedeeld tweede met 17 punten uit 13 wedstrijden.
- NK 1946 - twaalfde plaats met 7 punten uit 11 wedstrijden.
- NK 1949 - gedeeld vierde met 14 punten uit 14 wedstrijden.
- NK 1950 - gedeeld zevende plaats met 10 punten uit 11 wedstrijden.